# Bloedbaden van Diyarbakir
De bloedbaden van Diyarbakır waren moordpartijen die tussen 1894 en 1896 plaatsvonden in de Diyarbekir-vilayet van het Ottomaanse Rijk door etnische Koerden en Turken. De gebeurtenissen maakten deel uit van de Hamidiaanse bloedbaden en waren gericht tegen de christelijke bevolking van de vilayet die voornamelijk bestond uit Armeniërs en Arameeërs. De slachtingen begonnen op 1 november 1895.
De slachtingen waren gericht op de Armeniërs maar Arameeërs werden in dezelfde tijd ook afgeslacht. De antichristelijke pogroms werden vooral uitgevoerd in Diyarbakir maar gingen zelf door tot in de regio Tur Abdin die grotendeels bewoond werd door Aramese christenen.